# Basketballverband der Republika Srpska
Der Basketballverband der Republika Srpska (KSRS) ist die höchste Dachorganisation für Basketball in der Republika Srpska, einem der beiden Landesteile Bosnien und Herzegowinas. Er ist einer von drei regionalen Verbänden, die innerhalb des Basketballverband von Bosnien und Herzegowina tätig sind.
Der KSRS organisiert Vereinswettbewerbe, verwaltet Basketballvereine und fördert die Entwicklung des Basketballsports in der Republika Srpska. Zudem arbeitet er mit dem Ministerium für Familie, Jugend und Sport der Republika Srpska zusammen, ist Vollmitglied des Sportverbands der Republika Srpska und pflegt eine Kooperation mit dem Basketballverband Serbiens.
Die Erste Liga der Republika Srpska ist der höchste Vereinswettbewerb des Landesteils und wird vom KSRS organisiert. Sie gilt als die zweithöchste Spielklasse im bosnisch-herzegowinischen Basketball, direkt nach der bosnisch-herzegowinischen Meisterschaft.

## Wettbewerbe
Der Basketballverband der Republika Srpska organisiert folgende Wettbewerbe:
- Pokal der Republika Srpska
- Meridianbet Erste Herrenliga der Republika Srpska
- Meridiabet Erste Frauenliga der Republika Srpska
- Zweite Herrenliga der Republika Srpska (West)
- Zweite Herrenliga der Republika Srpska (Mitte)
- Zweite Herrenliga der Republika Srpska (Ost)
- Mini-Liga
- Regionale Ligen
- Jüngere Kategorien (Junioren, Kadetten, Pioniere, Juniorpioniere)[6]

## Organisation
Der Basketballverband der Republika Srpska ist in vier Regionalverbände unterteilt:
- Banja Luka
- Bijeljina
- Doboj
- Romanija/Herzegowina